# Yoshizumi Ogawa
Yoshizumi Ogawa (født 25. august 1984) er en japansk fodboldspiller, som spiller for den japanske fodboldklub Albirex Niigata.